# Agapius van Caesarea (martelaar)
Agapius van Caesarea (gestorven circa 305) was een christen in de Romeinse provincie Judea en slachtoffer van de christenvervolgingen door Diocletianus, keizer van het Romeinse Rijk.
Bisschop Eusebius van Caesarea beschreef verschillende martelaren van de christenvervolgingen in Caesarea Maritima begin 4e eeuw. Over Agapius schreef hij dat deze eerst in het amfitheater van Caesarea moest vechten tegen een berin. Agapius kreeg nog de mogelijkheid het christendom af te zweren om zo zijn vrijheid terug te winnen. Agapius weigerde dit en bleef dus in de arena. Zwaar gewond werd hij afgevoerd. Toen Agapius de volgende dag nog leefde, bonden de Romeinen stenen aan zijn voeten en smeten hem in de Middellandse Zee. Daar verdronk hij.
De martelaar Agapius werd heilig verklaard zowel door de oosterse als westerse christenen. Voor de Byzantijnen was er een gemeenschappelijke feestdag van drie martelaren uit Caesarea: Agapius, Timotheus en Tecla. Voor de Roomse Kerk was er een aparte feestdag voor Agapius.